# Melvyn Jaminet
Melvyn Jaminet (* 30. Juni 1999 in Hyères, Département Var) ist ein französischer Rugby-Union-Spieler. Er spielt auf den Positionen des Schlussmanns und des Verbindungshalbs für den Verein Stade Toulousain und die französische Nationalmannschaft. Zu seinen Erfolgen gehören ein Meistertitel mit Stade Toulousain sowie ein Turniersieg mit Frankreich bei den Six Nations (mit einem Grand Slam).

## Biografie

### Vereinskarriere
Jaminet begann in der Rugbyschule des RC Toulon zu spielen, war dann eine Saison lang beim RC Vallée du Gapeau in Solliès-Pont und schließlich zwei Jahre beim RC Hyères Carqueiranne La Crau. 2018 trat er ins Trainingszentrum der USA Perpignan ein und spielte für die U20-Junioren dieses Vereins. Sein erstes Profispiel bestritt er am 28. Februar 2020 in der zweithöchsten Liga Pro D2, wobei er zum 57:12-Heimsieg gegen Rouen Normandie Rugby einen Versuch beisteuerte. Wegen des Ausbruchs der COVID-19-Pandemie wurde die Saison wenige Tage danach abgebrochen. Der angestrebte Aufstieg in die Top 14 gelang schließlich ein Jahr später. Jaminet wurde anlässlich der „Nuit du rugby“ als bester Spieler der Pro D2 und Entdeckung der Saison ausgezeichnet.
Nach dem Aufstieg blieb Jaminet zunächst ein Jahr lang bei Perpignan. Im September 2021 unterschrieb er auf die Saison 2022/23 hin einen Dreijahresvertrag bei Rekordmeister Stade Toulousain. Bei seinem neuen Arbeitgeber war er sogleich Teil der Startformation, verletzte sich aber im Oktober 2022 am Knöchel, was ihn zu einer mehrwöchigen Pause zwang. Nachdem er im Januar 2023 sein Comeback gegeben hatte, zog er sich Ende April eine weitere Knöchelverletzung und verpasste dadurch den Rest der Saison, als Stade Toulousain den Meistertitel errang.

### Nationalmannschaft
Obwohl Jaminet bisher nur in der zweiten französischen Liga gespielt hatte, berief ihn Nationaltrainer Fabien Galthié in den Kader für die Mid-year Internationals 2021. Sein erstes Test Match für die französische Nationalmannschaft bestritt er am 7. Juli 2021 bei der 21:23-Auswärtsniederlage in Brisbane gegen Australien, wobei er einen Straftritt verwertete. Eine Woche später, bei seinem zweiten Auftritt gegen die Wallabies, erzielte er in Melbourne 23 Punkte beim 28:26-Sieg. Auch während den End-of-year Internationals 2021 vermochte er zu überzeugen, insbesondere beim 40:25-Heimseg gegen Neuseeland, zu dem er 20 Punkte beisteuerte.
Endgültig als Stammspieler etablierte sich Jaminet beim Six Nations 2022, als er alle fünf Partien bestritt. Mit insgesamt 54 Punkten, die ihn zum zweitbesten Skorer des Turniers machten, trug er entscheidend zum französischen Turniergewinn bei; dieser gelang zudem mit einem Grand Slam, dem zehnten in der französischen Rugbygeschichte. Beim Six Nations 2023 stand Jaminet nur acht Minuten auf dem Platz, beim 53:10-Auswärtssieg gegen England, da er sich noch von seiner Knöchelverletzung erholen musste. Durch eine weitere Verletzung beeinträchtigt, griff er erst zum Auftakt der Weltmeisterschaft 2023 wieder ins Spielgeschehen ein; dabei erzielte er beim 27:13-Sieg gegen Neuseeland seinen ersten Versuch auf internationaler Ebene.
Im Juli 2024 wurde er von der Nationalmannschaft suspendiert, nachdem er in einem Video auf Instagram rassistische Aussagen tätigte.

## Erfolge
USA Perpignan:
- Meister Pro D2 und Aufstieg: 2021

Stade Toulousain:
- Meister Top 14: 2023

Frankreich:
- Sieger Six Nations: 2022
- Grand Slam: 2022